# Mansencôme
Mansencôme (gaskognisch Massencoma) ist eine französische Gemeinde mit 45 Einwohnern (Stand 1. Januar 2022) im Département Gers in der Region Okzitanien (bis 2015 Midi-Pyrénées); sie gehört zum Arrondissement Condom und zum Gemeindeverband La Ténarèze. Die Bewohner nennen sich Mansencômois/Mansencômoises.

## Geografie
Mansencôme liegt rund 32 Kilometer nordwestlich von Auch im Norden des Départements Gers. Die Gemeinde besteht aus zahlreichen Streusiedlungen und Einzelgehöften.
Nachbargemeinden sind Mouchan im Nordwesten und Norden, Valence-sur-Baïse im Norden, Osten und Süden sowie Gondrin im Westen.

## Geschichte
Im Mittelalter lag Mansencôme in der Grafschaft Vic-Fezensac innerhalb der Region Armagnac in der historischen Landschaft Gascogne und teilte deren Schicksal. Mansencôme gehörte von 1793 bis 1801 zum Kanton Valence und zum District Condom. Seit 1801 ist Mansencôme dem Arrondissement Condom zugeteilt und gehörte von 1801 bis 2015 zum Wahlkreis (Kanton) Condom. Die Gemeinde Mansencôme gibt es im heutigen Umfang erst seit 1836. Damals fusionierten die Gemeinden Mansencôme (1831: 175 Einwohner) und Busqua (1831: 60 Einwohner).

## Bevölkerungsentwicklung
| Jahr                       | 1962 | 1968 | 1975 | 1982 | 1990 | 1999 | 2006 | 2011 | 2020 |
| Einwohner                  | 110  | 93   | 88   | 71   | 69   | 73   | 68   | 60   | 45   |
| Quellen: Cassini und INSEE |      |      |      |      |      |      |      |      |      |

## Sehenswürdigkeiten
- Kirche Saint-André
- Menhir du Busca
- Schlosskapelle von Schloss Busca-Maniban

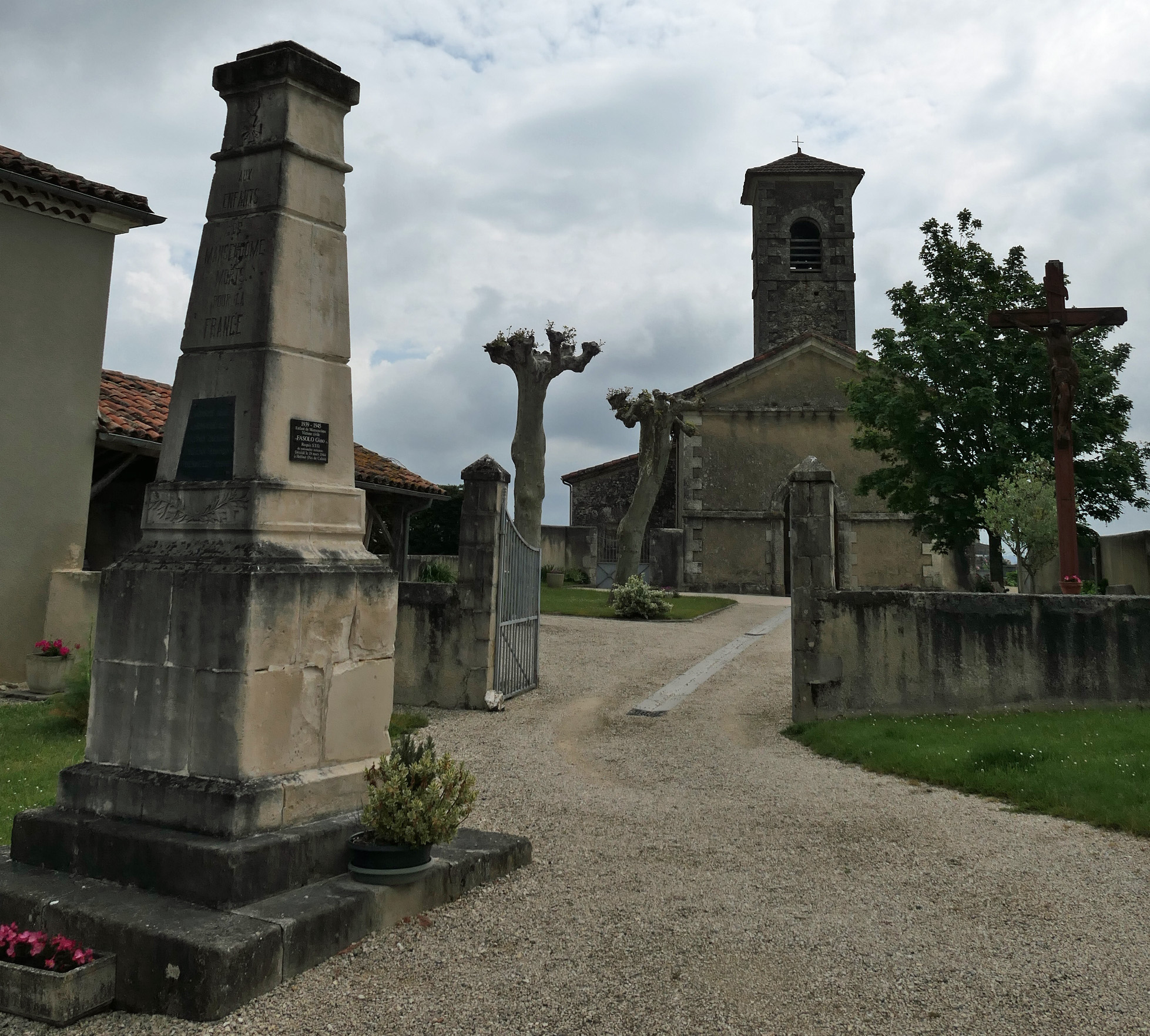
Kirche Saint-André

- Kreuz auf dem Friedhof
- Kreuz aus Stein auf dem Dorfplatz
- Wegkreuz in Liet
- Denkmal für die Gefallenen[4]